# Ephemera parnassiana
Ephemera parnassiana is een haft uit de familie Ephemeridae. De wetenschappelijke naam van de soort is voor het eerst geldig gepubliceerd in 1958 door Demoulin.
De soort komt voor in het Palearctisch gebied.